# Léon Zack
Léon Zack   (Nijni Nóvgorod, 12 de juliol de 1892 - Vanves, 30 de març de 1980) també conegut com a Lev Vasilevich Zak, va ser un pintor i escultor figuratiu francès d'origen rus i posteriorment abstracte. Ha estat descrit com a pintor de l’Escola de París.

## Biografia
Léon Zack va néixer en una família jueva a Nijni Nóvgorod, Rússia, el 12 de juliol de 1892, de pare farmacèutic. Va ser il·lustrador, pintor, dissenyador i escultor. Ha estat descrit com a pintor de l'Escola de París. Pintava als 13 anys i exposava la seva obra als 15, sent deixeble de Jakimchenko del 1905 al 1907. Mentre estudiava literatura a la Universitat de Moscou, va rebre classes de pintura i dibuix a acadèmies privades on va estudiar amb postimpressionistes com a Mashkov. Després de deixar Rússia el 1920, va passar un temps a Florència, Roma i Berlín, abans d’establir-se a París el 1923. Mentre estava a Berlín, va dissenyar vestits i decorats per als Ballets Romàntics Russos.
El 1926, Zack va fer la seva primera exposició individual a París, pintant figures com arlequins i gitanos. Va exposar al Salon d'Automne i al Salon des Indépendants i va obtenir la ciutadania francesa el 1938. Va viure a Vilafranca de Mar durant la Segona Guerra Mundial. El 1947 va tornar a París dissenyant decorats per al Teatre Nacional de l'Opéra-Comique i als anys 50 va dissenyar vitralls, inclosos per a Notre Dame des Pauvres a Issy-les-Moulineaux. En aquesta època l'obra de Zack va abandonar la figuració per a l'abstracció geomètrica, progressivament cap a una manera més expressiva del tachisme. Va realitzar exposicions d’aquestes obres abstractes a la Galerie Kléber el 1955 i el 1957. Al final de la seva vida, vivia als afores de París i va morir a Vanves el 30 de març de 1980.
Zack va treballar en col·leccions nacionals britàniques, incloses la Tate Modern, l'Ashmolean Museum of Art and Archaeology i el Sainsbury Center for Visual Arts de la Universitat d'East Anglia.

## Exposicions seleccionades
- Des de 1923: Salon d'Automne, París[2]
- 1926: Galerie d'Art Contemporain, París[5]
- 1927: Galerie Percier, París[8]
- 1928: Institut d'Art de Chicago, Chicago
- 1935: Galerie Wildenstein, París
- 1946: Galerie Katia Granoff, París
- 1959: Waddington Galleries, Londres
- 1976: Léon Zack, Museu d'Art Modern de París, París[9]
- 1988: retrospectiva de Léon Zack: 1892-1980, Musée des Beaux-Arts d'Orléans, Orléans[10]
- 2009: Musée d'Art et d'Histoire du Judaïsme, París[6]